# Winibelle II
Winibelle II est un cotre norvégien à voiles auriques construit en 1932 sur le chantier de la Liane à Boulogne-sur-Mer, sur les plans de l'architecte naval William Atkins.
Il est le premier voilier de plaisance classé au titre des monuments historiques (les autres bateaux classés à cette date étaient d'anciens navires professionnels) par décret du 5 septembre 1984. Son immatriculation est 187420 (quartier maritime de Cherbourg).
Il est labellisé BIP (Bateau d'intérêt patrimonial) par la Fondation du patrimoine maritime et fluvial.

## Histoire
Winibelle II fut acheté, dès 1933, par Marin-Marie, qui fut nommé peintre officiel de la Marine française en 1934. 
Il fit la traversée en solitaire de l'Atlantique Nord de l'est à l'ouest cette même année, battant le record de vitesse d'Alain Gerbault acquis 10 ans auparavant. Avec un pilotage automatique qu'il avait mis au point en équilibrant les voiles, il put naviguer sans tenir la barre pendant 23 jours sur les 65 de son séjour en mer.
Ce voilier connut de multiples propriétaires et de nombreuses modifications.
En 1995, il est racheté par le petit-fils de Marin-Marie. Il a subi, en 2000-2001 une restauration au chantier naval Bernard à Saint-Vaast-la-Hougue pour reprendre ses lignes premières.
En 1997, aux îles Chausey, se crée l'Association Winibelle II pour la promotion, la sauvegarde et l'entretien du bateau. Il participe toujours à de nombreuses régates et navigue fréquemment dans les eaux de Granville et des îles Chausey.